# Cordulecerus
Genre
Cordulecerus est un genre d'insectes névroptères de la famille des Ascalaphidae, de la sous-famille des Ascalaphinae et de la tribu des Ululodini. On trouve les espèces en Amérique Centrale et en Amérique du Sud.

## Liste des espèces
- Cordulecerus alopecinus (Burmeister, 1839)
- Cordulecerus dohrni van der Weele, 1909
- Cordulecerus elegans van der Weele, 1909
- Cordulecerus inquinatus Gerstaecker, 1888
- Cordulecerus maclachlani Sélys-Lonchamps, 1871
- Cordulecerus mexicanus van der Weele, 1909
- Cordulecerus praecellens (Gerstaecker, 1885)
- Cordulecerus subiratus (Walker, 1853)
- Cordulecerus surinamensis (Fabricius, 1798)
- Cordulecerus unicus (Walker, 1860)